# Надерман, Франсуа-Жозеф
Франсуа́-Жозе́ф Надерма́н (фр. François-Joseph Naderman; 5 августа 1781, Париж, Франция — 2 апреля 1835, там же) — французский композитор, арфист, инструментальный мастер и педагог.

## Биография
Родился в семье владельца парижской фабрики арф Жана Анри Надермана (1734—1799). Учился в Париже у Яна Крумпхольца (арфа) и у Виктора Франсуа Девиня (композиция). С молодых лет завоевал известность как исполнитель на арфе. Много концертировал. В 1798 году гастролировал в Вене, Монако и в городах Германии. В 1799 году, после смерти отца, вместе с братом Анри Надерманом (1782 — после 1835) возглавил фабрику по производству арф. Инструменты, выпускавшиеся фирмой «Братья Надерман», строились по конструкции Хохбруккера (крючковые, с педалями одинарного действия) и отличались тщательностью выполнения и хорошей акустикой, красивой внешней отделкой. Новшеством являлась восьмая педаль (введена по предложению Крумпхольца), включающая «лютневый регистр» (демпфер). В 1816—1830 годах был придворным арфистом. С 1825 года преподавал в классе арфы Парижской консерватории. Среди его учеников — Николя Бокса и Феликс Годефруа. Считается родоначальником педагогической арфовой литературы.

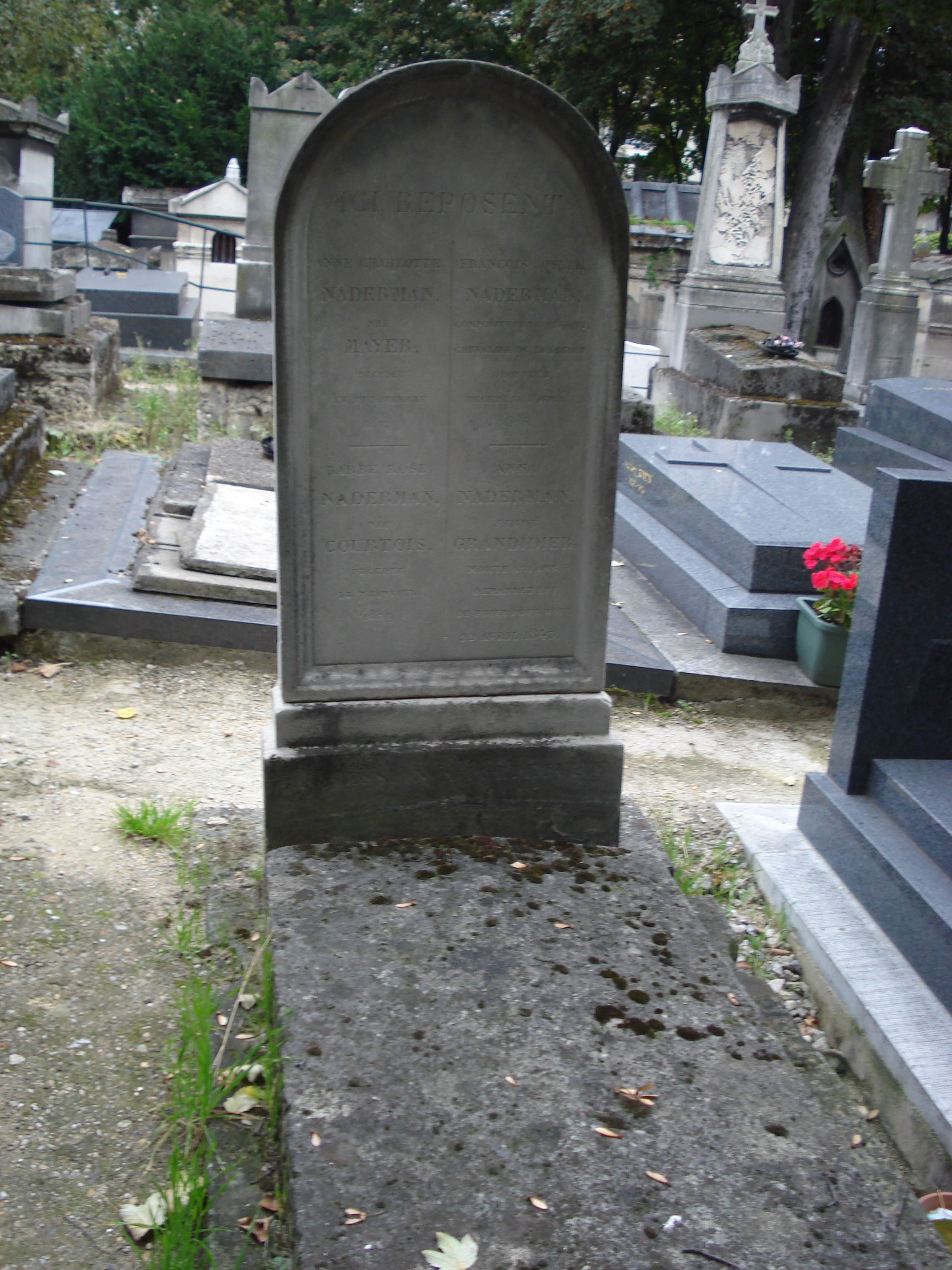
Могила Франсуа-Жозефа Надермана на кладбище Монмартр в Париже

Автор капитальной «Школы для арфы» (фр. École ou Méthode raisonnée pour la harpe) в 5 частях, предназначенной для арфы с одинарным движением педалей, хотя ко времени его публикации уже была известна арфа с двойным движением педалей, построенная С. Эраром. Писал произведения для арфы.